# Tedia abdominalis
Espèce
Tedia abdominalis est une espèce d'araignées aranéomorphes de la famille des Dysderidae.

## Distribution
Cette espèce est endémique d'Israël.

## Publication originale
- Deeleman-Reinhold & Deeleman, 1988 : Revision des Dysderinae (Araneae, Dysderidae), les espèces méditerranéennes occidentales exceptées. Tijdschrift voor Entomologie, vol. 131, p. 141-269 (texte intégral).